# Sarah Reinertsen
Sarah Reinertsen née le 22 mai 1975 à New York est une triathlète handisport américaine, championne du monde de paratriathlon TR2 en 2009.

## Palmarès triathlon
Le tableau présente les résultats les plus significatifs (podium) obtenus sur le circuit international de paratriathlon depuis 2009. 
| Année | Paratriathlon                              | Pays           | Position           | Temps           |
| ----- | ------------------------------------------ | -------------- | ------------------ | --------------- |
| 2016  | ITU Series TP2 - Étape de Strathclyde      | Royaume-Uni    | Médaille d'or      | 1 h 32 min 24 s |
| 2016  | ITU Series TP2 - Étape d'Aguillas          | Espagne        | Médaille d'or      | 1 h 27 min 33 s |
| 2016  | ITU Series TP2 - Étape de Penrith          | Australie      | Médaille d'or      | 1 h 29 min 44 s |
| 2016  | ITU Series TP2 - Étape de Buffalo City     | Afrique du Sud | Médaille d'argent  | 1 h 33 min 20 s |
| 2015  | ITU Series TP2 - Étape d'Edmonton          | Canada         | Médaille d'argent  | 1 h 32 min 57 s |
| 2014  | ITU Series TP2 - Étape de Magog            | Canada         | Médaille d'or      | 1 h 46 min 36 s |
| 2013  | Championnats du monde de paratriathlon TR2 | Royaume-Uni    | Médaille de bronze | 1 h 38 min 32 s |
| 2011  | ITU Series TR2 - Étape de Londres          | Royaume-Uni    | Médaille d'or      | 1 h 46 min 49 s |
| 2011  | Championnats du monde de paratriathlon TR2 | Chine          | Médaille d'argent  | 1 h 42 min 49 s |
| 2009  | Championnats du monde de paratriathlon TR2 | Australie      | Médaille d'or      | 3 h 39 min 57 s |
| 2005  | Physically Challenged (Ironman) PC         | États-Unis     | Médaille d'or      | 15 h 5 min 12 s |